# Teacrina
La teacrina è un alcaloide purinico.
È un componente minore del tè (Camellia sinensis) ma presente in quantità maggiori nella cultivar kucha (Camellia assamica var. kucha) e nel cupuaçu (Theobroma grandiflorum). In alcune piante del genere Coffea viene prodotta dal catabolismo della caffeina.
Manifesta attività antinfiammatoria e analgesica.